# Australobolbus occidentalis
Australobolbus occidentalis är en skalbaggsart som beskrevs av Henry Fuller Howden 1992. Australobolbus occidentalis ingår i släktet Australobolbus och familjen Bolboceratidae. Inga underarter finns listade.